# Сидлиско Тјахановце
Сидлиско Тјахановце (слч. Sídlisko Ťahanovce) је градска четврт Кошица, у округу Кошице I, у Кошичком крају, Словачка Република.

## Становништво
Према подацима о броју становника из 2011. године градско насеље је имало 23.264 становника.